# Lucas Lossius
Lucas Lossius (även Lotze), född den 18 oktober 1508 i Vaake i Hessen, död den 8 juli 1582 i Lüneburg, var en tysk evangelisk-luthersk teolog, pedagog och hymnolog.
Lossius, som var rektor i Lüneburg, ansågs vara en av sin tids lärdaste musiker. Han utgav flera latinska avhandlingar inom koral- och mensuralmusiken.